# Ceriana euphara
Ceriana euphara är en tvåvingeart som först beskrevs av Edgar F. Riek 1954.  Ceriana euphara ingår i släktet griffelblomflugor, och familjen blomflugor. Inga underarter finns listade i Catalogue of Life.